# Mobile Suit Gundam: MSVS
Mobile Suit Gundam: MSVS est un jeu vidéo de stratégie développé et édité par Bandai en août 1999 sur WonderSwan. C'est une adaptation en jeu vidéo de la série basée sur l'anime Mobile Suit Gundam. C'est le premier opus d'une série de trois jeux.

## Série
1. Mobile Suit Gundam: MSVS
2. Mobile Suit Gundam: MSVS - Earth Federation : 2000, WonderSwan Color
3. Mobile Suit Gundam: MSVS - Zeon : 2000, WonderSwan Color